# 9256 Цукамото
9256 Цукамото (9256 Tsukamoto) — астероїд головного поясу, відкритий 29 вересня 1973 року.
Тіссеранів параметр щодо Юпітера — 3,535.
Названо на честь Цукамото (яп. つかもと(塚本) цукамото).